# Sapium glandulosum
Sapium glandulosum är en törelväxtart som först beskrevs av Carl von Linné, och fick sitt nu gällande namn av Thomas Morong. Sapium glandulosum ingår i släktet Sapium och familjen törelväxter. IUCN kategoriserar arten globalt som sårbar. Inga underarter finns listade i Catalogue of Life.

## Bildgalleri

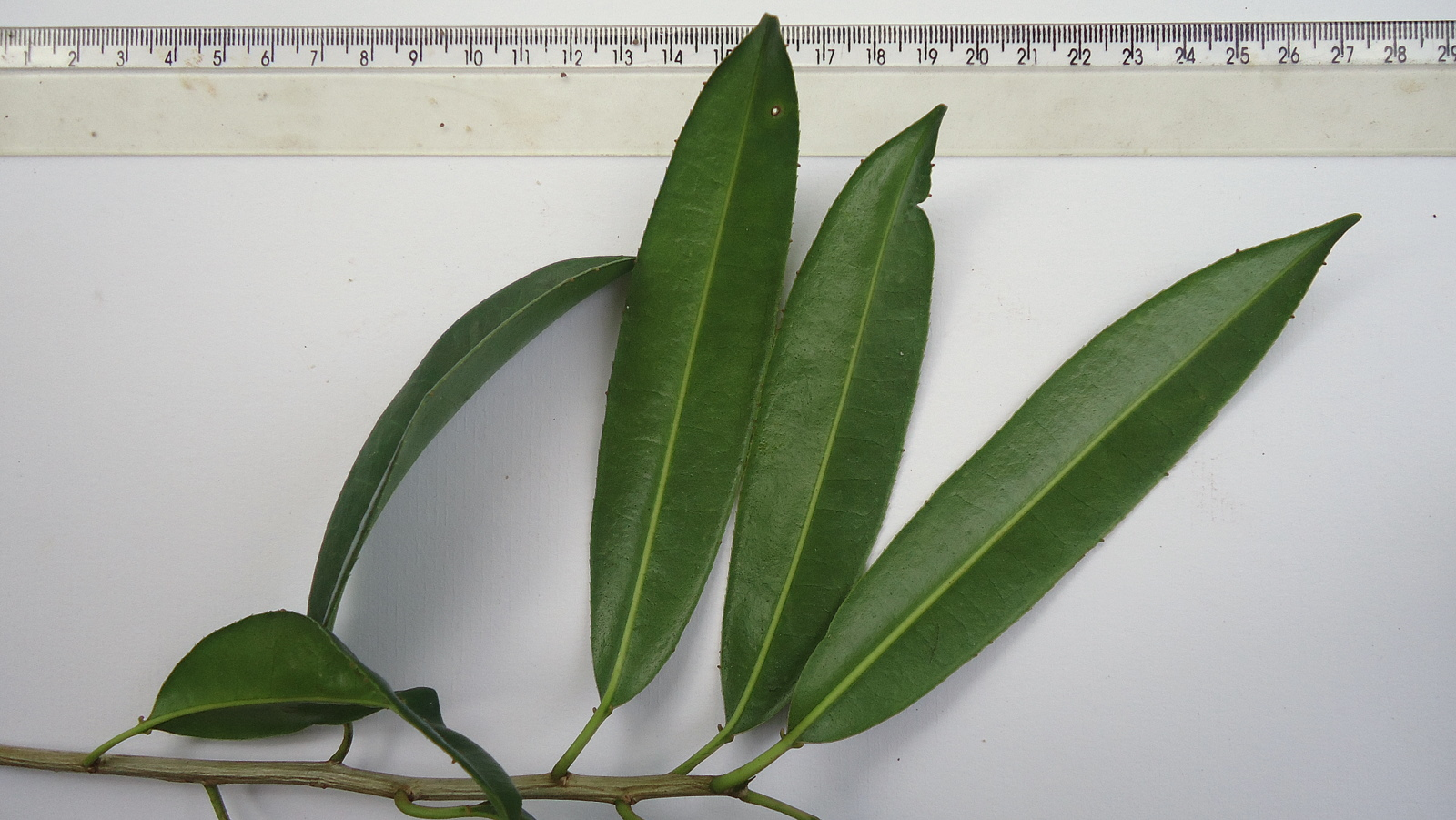
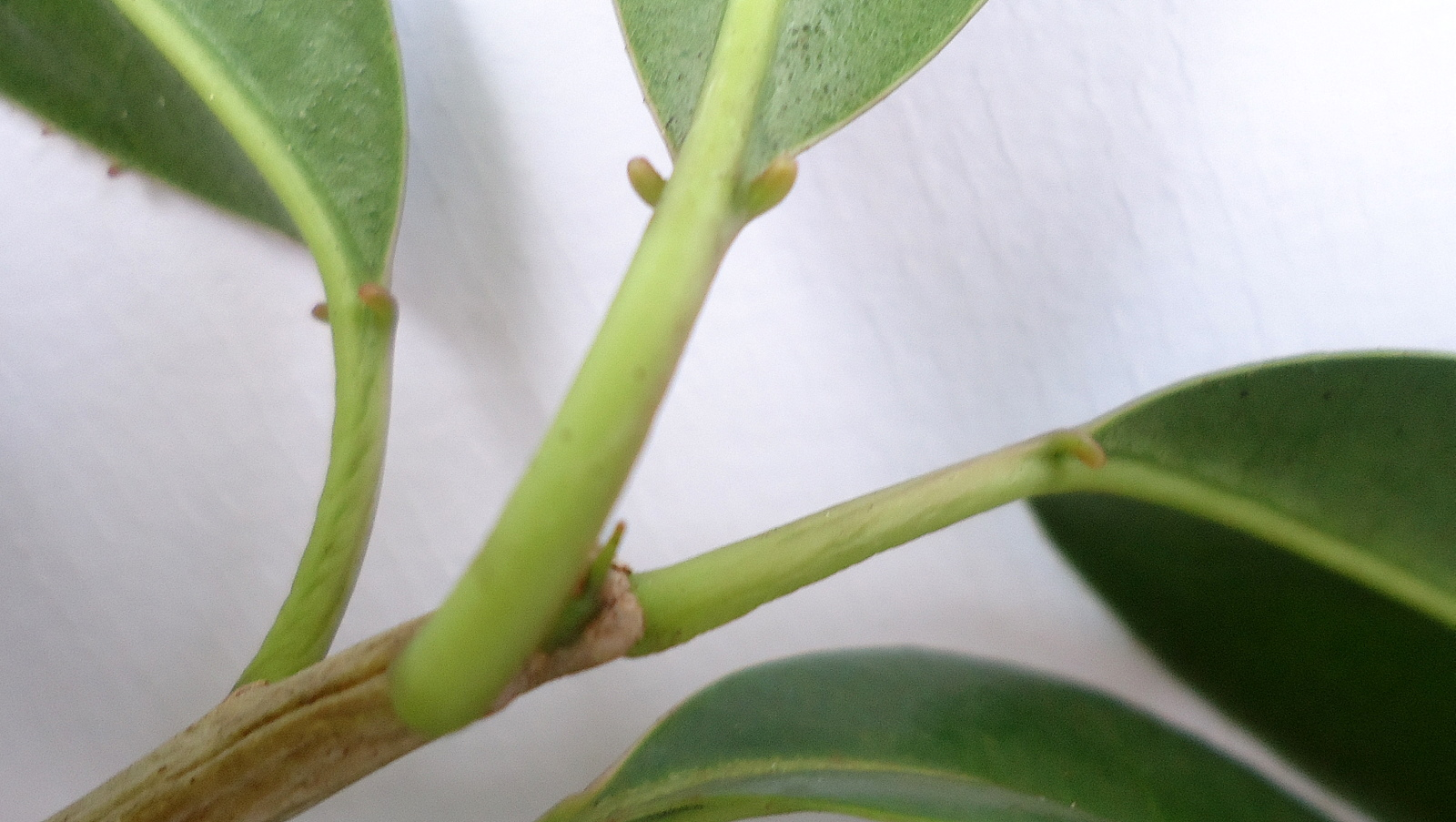
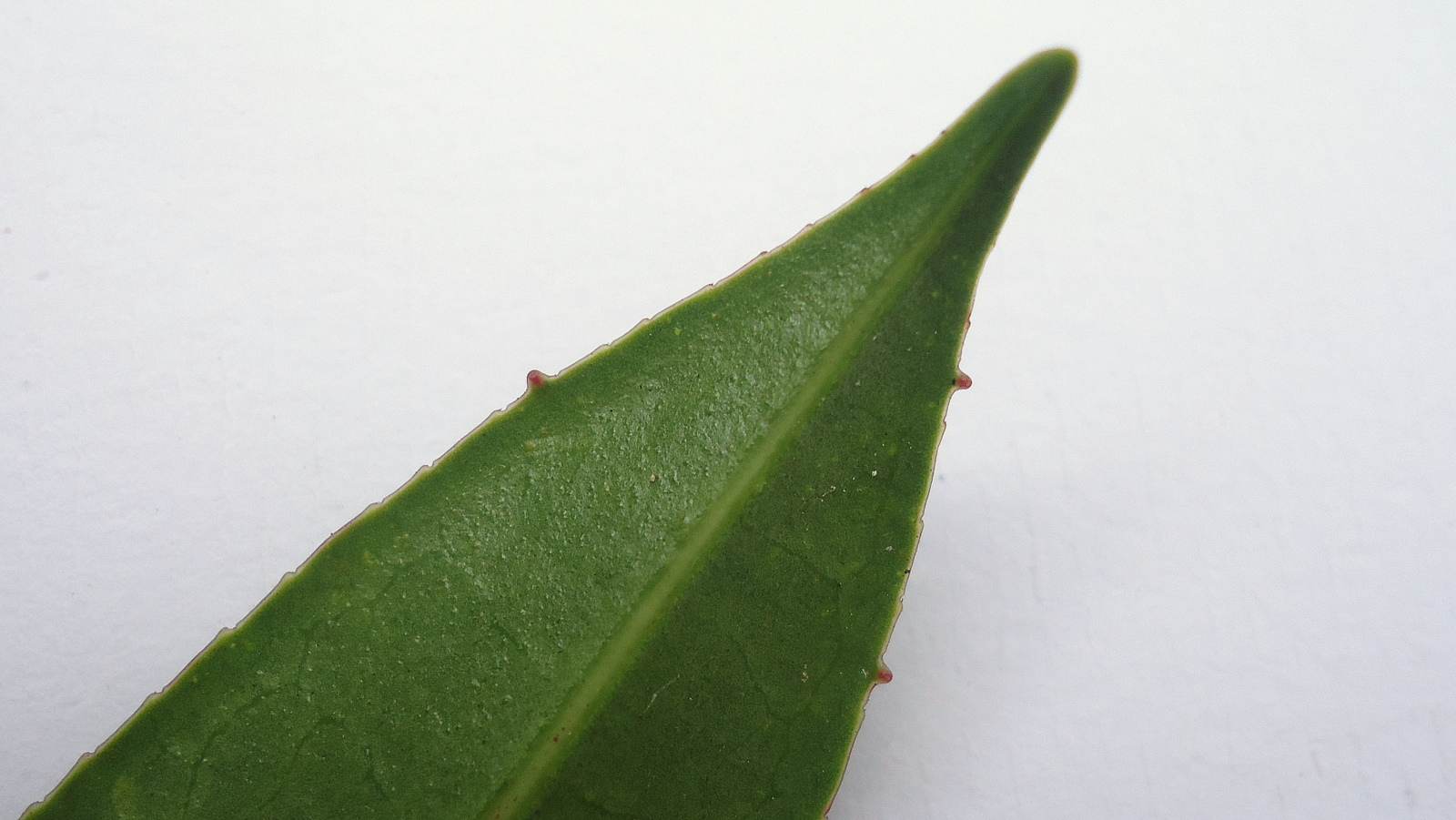
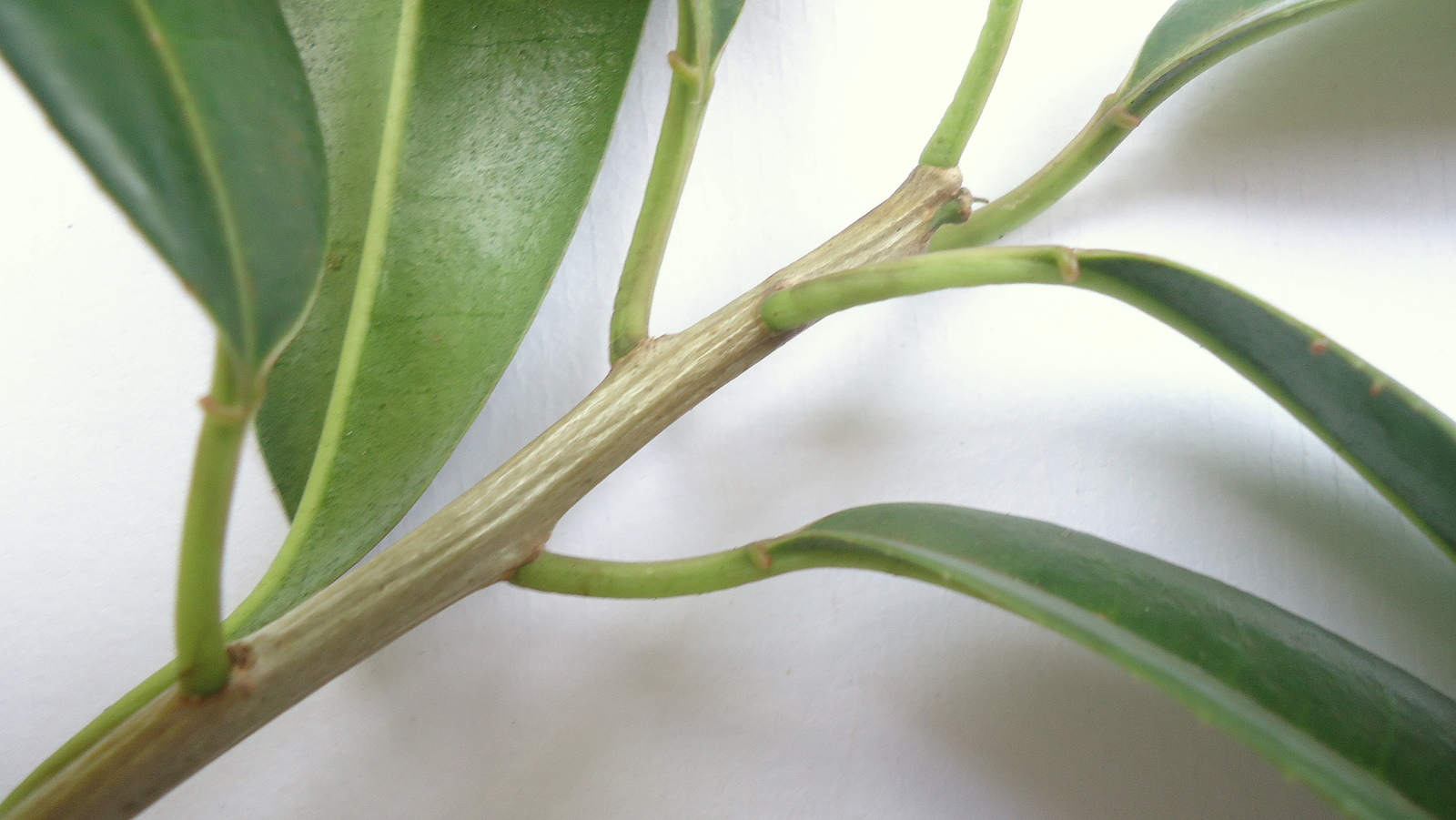
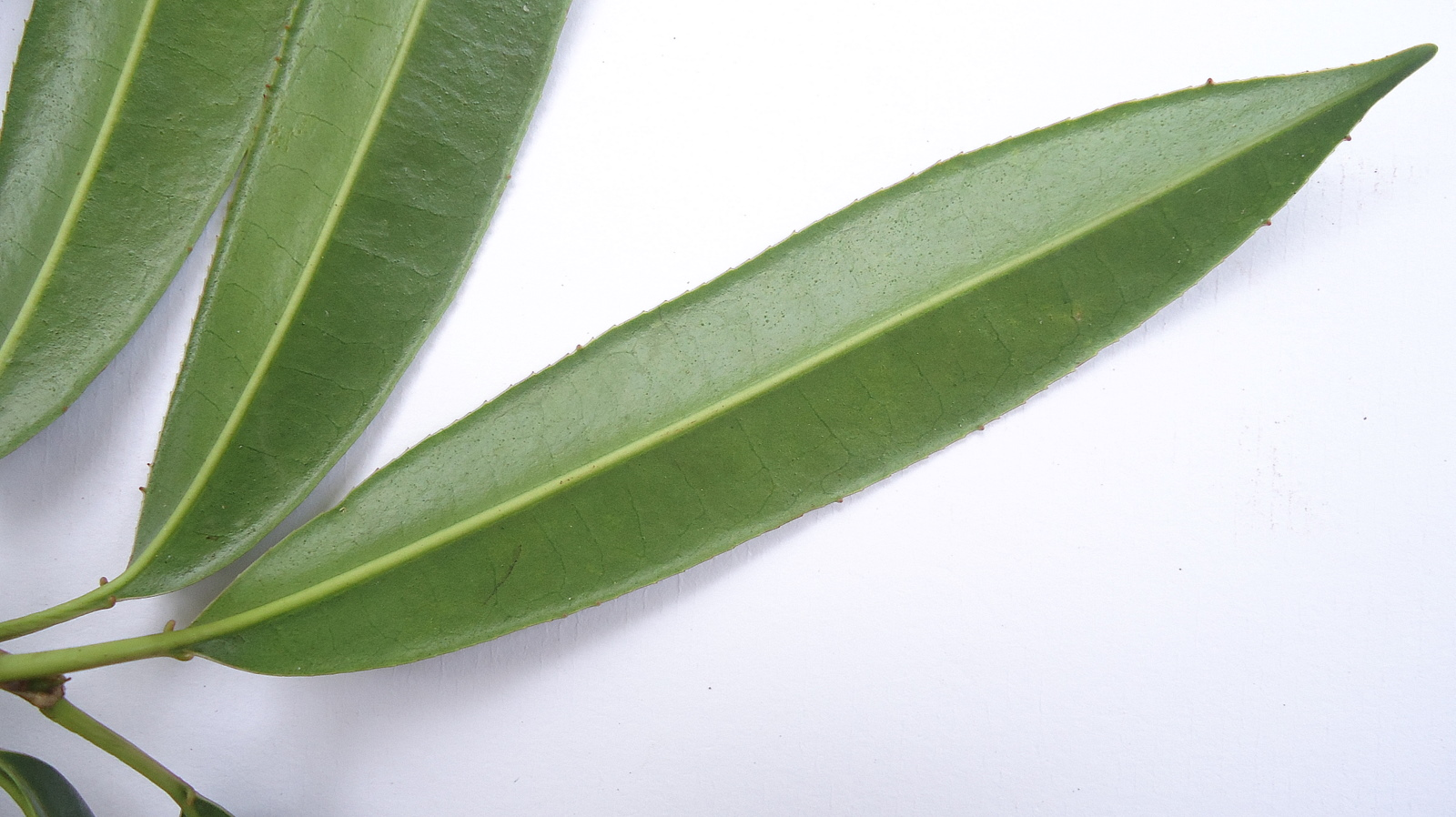
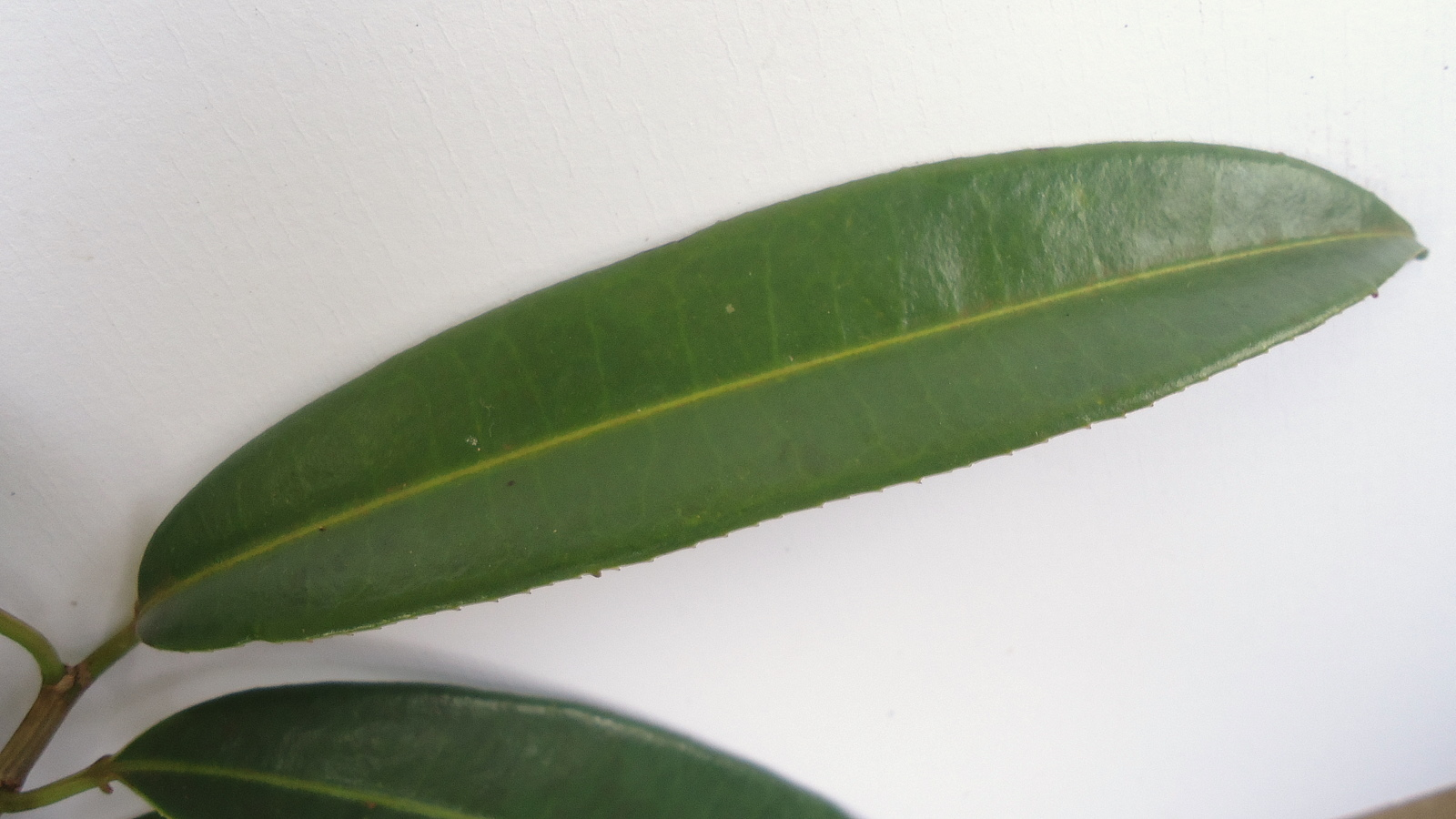